# 伊特内斯县

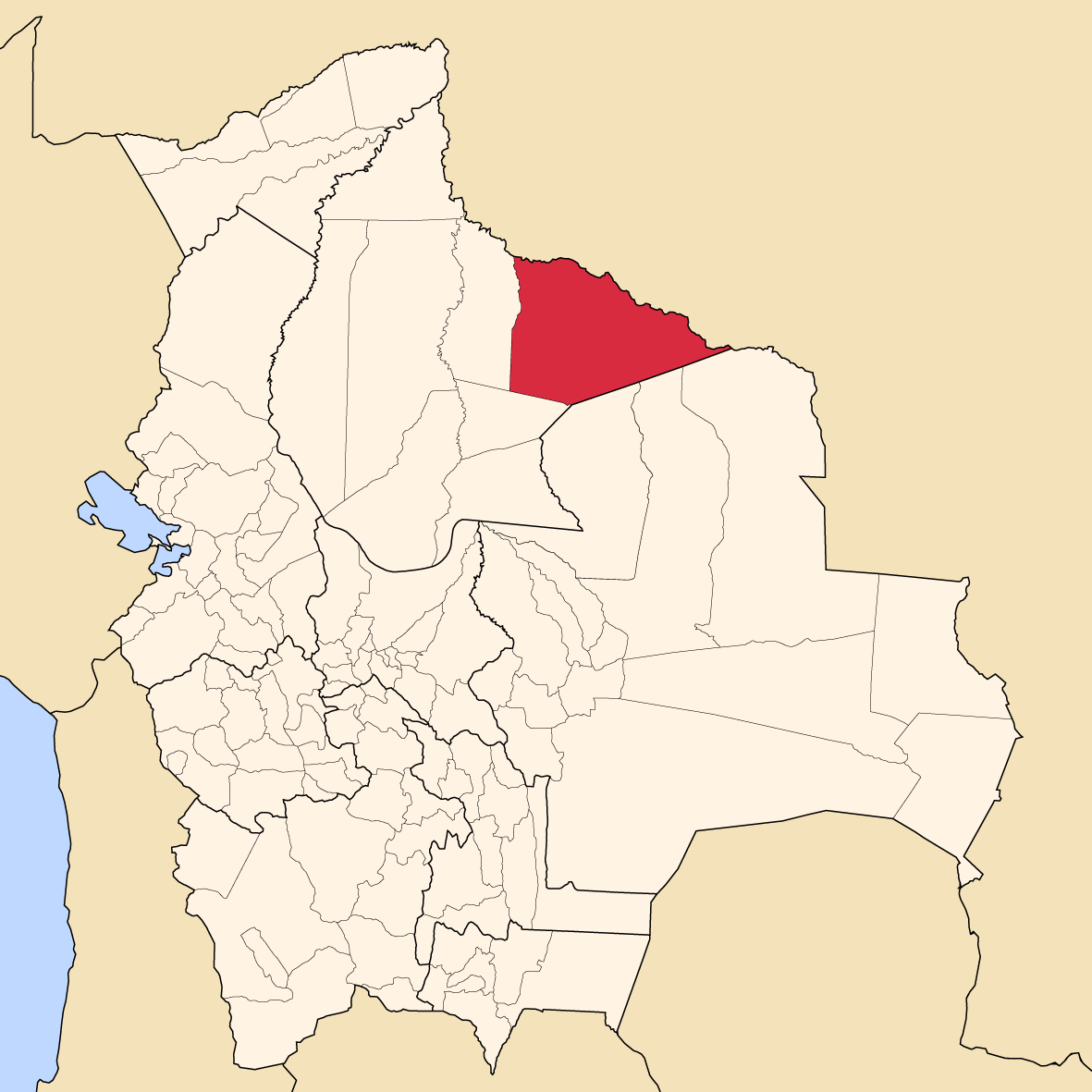

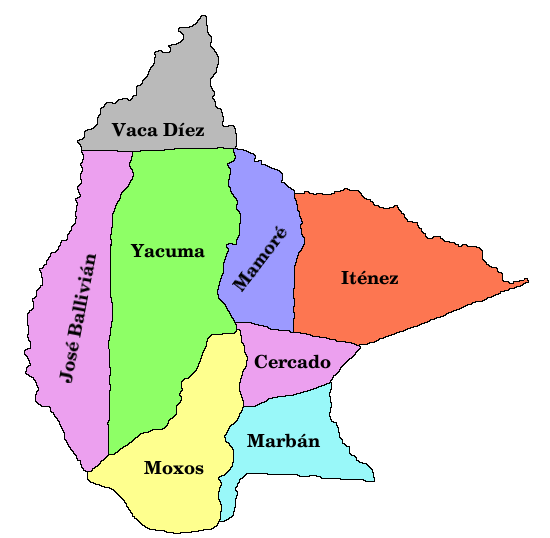

伊特內斯县（西班牙語：Provincia de Iténez），是玻利維亞的县份，位於該國東北部，屬於貝尼省的一部分，县府設於瑪格達萊娜，面積36,576平方公里，2006年人口20,190，人口密度每平方公里0.55人。
13°30′00″S 63°19′59″W / 13.500°S 63.333°W